# Kostel Nejsvětější Trojice (Neznašov)
Kostel Nejsvětější Trojice v Neznašově, části obce Všemyslice, je kulturní památka, bývalý farní kostel, od 1. ledna 2020 filiální kostel římskokatolické farnosti Týn nad Vltavou. Kostel je památkově chráněn od 3. května 1958. Zápis do státního seznamu kulturních památek byl učiněn dne 31. prosince 1963. Kostel byl původně veden jako kostel pocházející z konce 18. století. Tento chybný údaj byl později opraven.

## Historie kostela
Kostel pochází z první poloviny 14. století, byl původně postaven ve stylu cisterciácké gotiky, od té doby byl několikrát upravován a opravován. V letech 1606–1607 byl upraven v renesančním stylu a v 18. století v barokním stylu. Do doby, než byla postavena rodinná hrobka Berchtoldů, která je postavena v blízkosti kostela, byly v kryptě kostela pochováváni členové rodiny Berchtoldů.

## Popis kostela

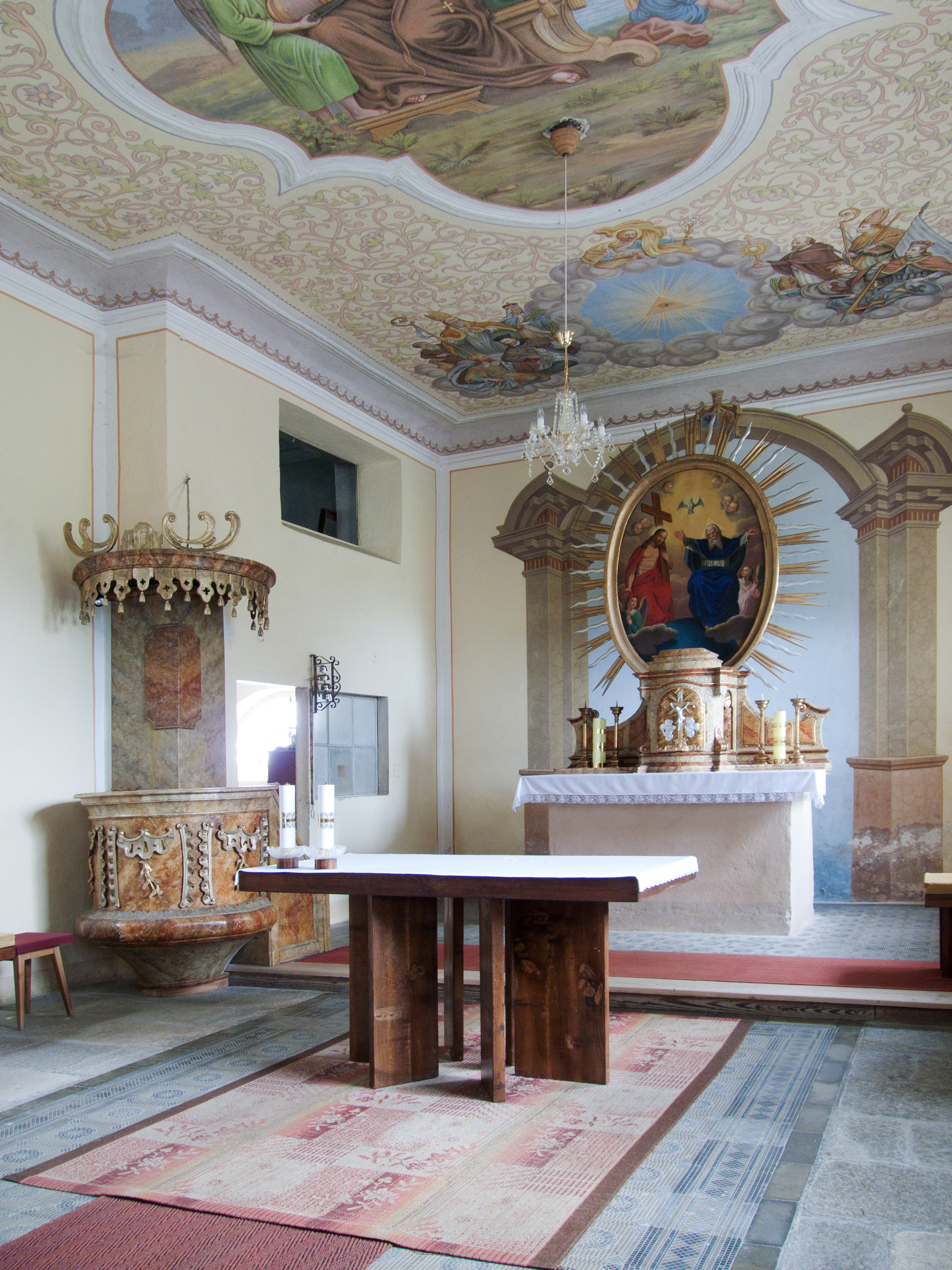
Interiér kostela

Kostel je postaven mimo ves a spolu s přilehlým hřbitovem je obehnán ohradní zdí, což podporuje tézi o jeho středověkém původu. V ohradní zdi jsou arkádové kaple. Věž kostela je tvořena osmibokým sanktusníkem. V kostele jsou cenné nástěnné malby. Na vnějším zdi kostela je náhrobní deska rodu Berchtoldů, na které je uvedeno jméno Prospera Berchtolda, jeho syna Bohuslava Berchtolda a Ottakara Berchtolda. Vnitřní zařízení pochází z období baroka a rokoka.